# Siphateles
Siphateles is een geslacht van straalvinnige vissen uit de familie van karpers (Cyprinidae).

## Soorten
- Siphateles alvordensis (Hubbs & Miller, 1972)
- Siphateles boraxobius (Williams & Bond, 1980)